# Carl Remigius Fresenius
Carl Remigius Fresenius (Fráncfort, 28 de diciembre de 1818 - Wiesbaden, 11 de julio de 1897) fue un químico alemán, especialista en química analítica y considerado padre de esta especialidad.

## Biografía
Fresenius nació el 28 de diciembre de 1818 en Frankfurt, Alemania. Después de trabajar durante algún tiempo en una farmacia de su ciudad natal, ingresó en la Universidad de Bonn en 1840  donde estudia ciencia, historia y filosofía. En 1841 se traslada a Giessen, para continuar sus estudios bajo la dirección de Justus von Liebig, donde trabajó como asistente en el laboratorio de Liebig, que es un gran educador y ejerce una influencia profunda sobre Fresenius. 
El 23 de junio de 1843 recibe la habilitación como docente privado en Giessen, donde permanece hasta septiembre de 1845, cuando se le ofrece una plaza de Profesor de Química, Física y Tecnología en el Instituto Agrícola en Wiesbaden y tres años más tarde funda su propia Escuela de Química, con un subsidio financiero que le otorga el Estado, al haber sido reconocida oficialmente su enseñanza por el Gobierno del Ducado de Nassau.
Como científico, Fresenius se dedicó casi exclusivamente a la química analítica, siendo autor de varios tratados sobre análisis cuantitativo y cualitativo en los que detalló un método basado, casi exclusivamente en sus propias experiencias, en la separación de cationes en grupos, método conocido como marcha analítica. Su primer libro sobre este aspecto de la Química Analítica llevó por nombre  “Anleitung zur qualitativen chemischen Analyse” ("Instrucciones para análisis químico cualitativo") y fue publicado durante su estancia en la Universidad de Bonn, en 1841. A esta primera edición siguieron varias más, donde se incluyeron algunas modificaciones y mejoras en las pruebas analíticas. En 1844, apareció la tercera edición, con importantes cambios sobre las anteriores, que prácticamente se han mantenido sin modificaciones hasta nuestros días. La plenitud y precisión de sus libros de texto sobre ese tema (en 1846 publicó otro tratado, pero este de Análisis Cuantitativo), pronto los convirtieron en obras de referencia. 
Muchos de los artículos originales de Fresenius se publicaron en el Zeitschrift für analytische Chemie, que él mismo fundó en 1862 y que se considera la primera revista científica dedicada a la Química Analítica, y que continuó editando hasta su muerte. Dada la fama y prestigio alcanzado por Fresenius, la revista con el tiempo llegaría a llevar su nombre, llamándose  Fresenius' Zeitschrift für Analytische Chemie primero y Fresenius’ Journal of Analytical Chemistry, después. Actualmente ya no se edita con este nombre, ya que  en  2002 pasó a llamarse Analytical and Bioanalytical Chemistry.